# Psychologie clinique
Pour la revue, voir Psychologie clinique (revue).
 (août 2022).

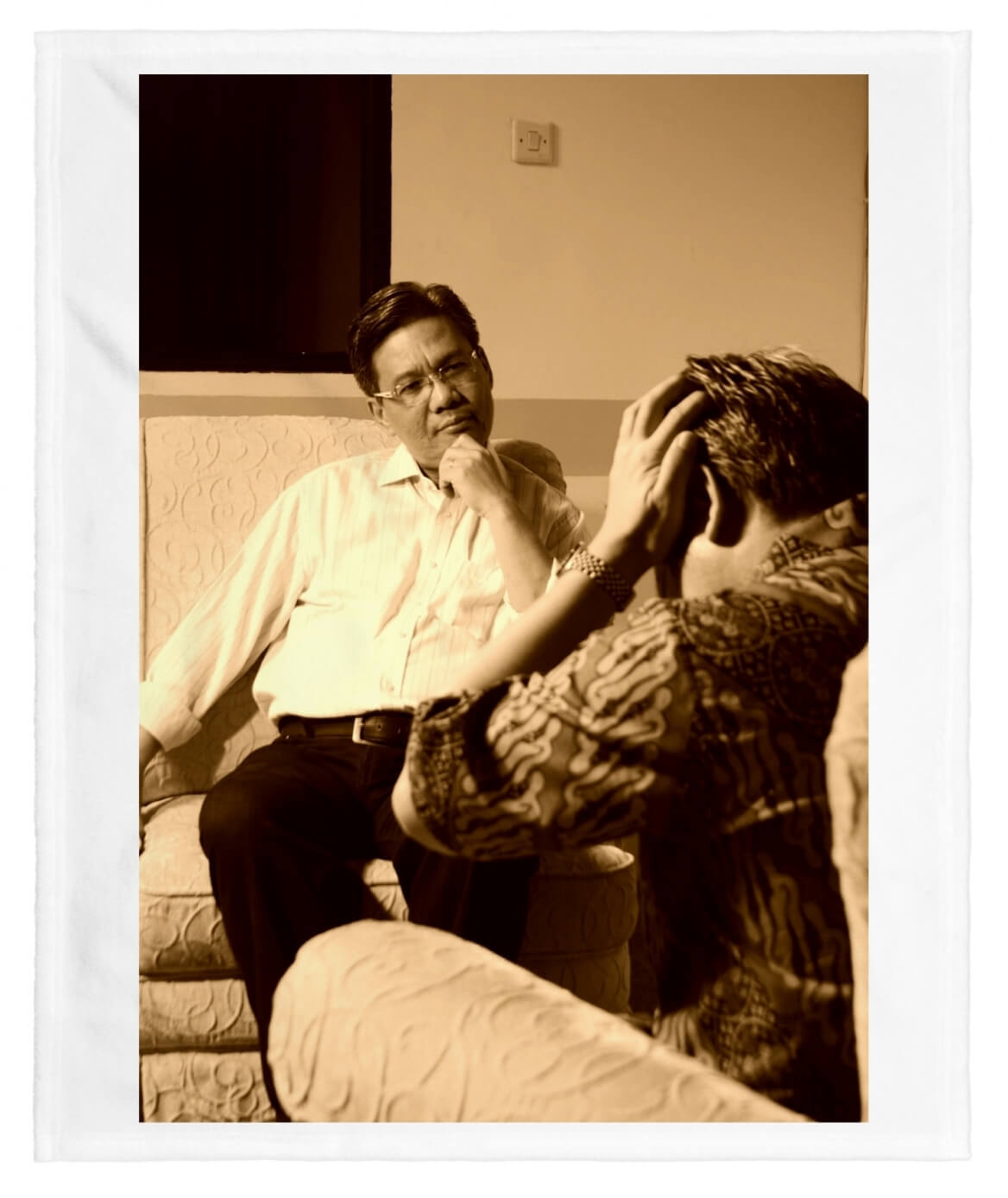
Un psychologue clinicien traitant un patient.

La visée de la psychologie clinique est de faire accéder le patient à la cessation de ses souffrances psychiques. Dans cette optique, le clinicien tente d'isoler et de comprendre les signes cliniques et symptômes qui touchent l'individu.

## Définitions
Selon André Rey c’est le suisse Édouard Claparède qui a le premier utilisé le terme de « psychologie clinique », qui devait selon lui permettre de « transporter les ressources de la psychologie expérimentale au lit du malade ».
Selon Henri Piéron, Daniel Lagache en a le premier donné une définition en 1949 comme « une science de la conduite humaine, fondée principalement sur l'observation et l'analyse approfondie des cas individuels, aussi bien normaux que pathologiques, et pouvant s'étendre à celle des groupes. »
Selon Didier Anzieu la psychologie clinique est une psychologie individuelle et sociale, normale et pathologique ; elle concerne le nouveau-né, l'enfant, l'adolescent, l'homme mûr et enfin le mourant. Le psychologue clinicien remplie trois fonctions : de diagnostic, de formation, d'expert, apportant le point de vue du psychologue auprès d'autres spécialistes. Le psychologue clinicien reçoit une formation de base nécessaire, mais suffisante pour devenir, éventuellement, un psychothérapeute.
Pour Dieudonné Tsokini, « la psychologie clinique est la science de la conduite humaine ».

## Historique

### Les précurseurs
Selon Lydia Chabrier, Pierre Janet est le premier à mettre en place une psychologie scientifique posée sur sa méthode d'analyse psychologique. Sigmund Freud suivrait, ce qui donne d'ailleurs des débats de priorités entre ces auteurs au sujet de la conception de l'appareil psychique.
Lightner Witmer (en) est également considéré comme l'un des fondateurs de la psychologie clinique[Par qui ?].
Plus tard, la contribution d'Henri Wallon, d'André Rey, de Jean Piaget, mais également de Kurt Lewin ont comme points communs :
1. de reconnaître la réalité à part entière du psychisme
2. la recherche des processus psychologiques par l'étude génétique.

### Naissance de la clinique
La psychologie clinique est attachée aux noms de d'Edouard Claparède, Daniel Lagache et Juliette Favez-Boutonier, tous trois médecins, psychologues et philosophes, les deux derniers étant aussi psychanalystes.

### L'objet de la clinique
Le terme clinique est hérité de la médecine : si le psychologue est dit clinicien, c'est autant parce qu'il sort de son laboratoire pour rencontrer l'autre dans des situations « naturelles » que parce qu'il rencontre des personnes présentant des troubles ou des difficultés psychiques. Est donc clinicien le psychologue qui rencontre des personnes en tant qu'individus singuliers, contrairement à la situation de laboratoire où ce sont des variables qui sont manipulées.
"L'humanité de l'objet la spécifie moins que l'attitude méthodologique : envisager la conduite dans sa perspective propre, relever aussi fidèlement que possible les manières d'être et de réagir d'un être humain concret, complet, aux prises avec une situation, chercher à en établir le sens, la (structure) et la genèse, déceler les conflits qui la motivent et les démarches qui tendent à résoudre ces conflits, tel est en résumé le programme de la psychologie clinique"(D. Lagache)[source insuffisante]
Il y a eu, au cours de l'histoire de la discipline, un déplacement de son centre de gravité. La psychanalyse, qui était à ses frontières comme une « ultra-clinique » est petit à petit devenu son noyau dur, la confrontant au risque de n'être plus qu'une sorte de cytoplasme mou[source insuffisante]. Les choses sont aujourd'hui plus diversifiées, et la psychanalyse est redevenue un modèle théorique, parmi d'autres, de la psychologie clinique[réf. souhaitée]. La psychanalyse avait été appelée à cette place du fait d'une série d'oppositions qui étaient vécues comme des impasses : des points de vue (naturaliste contre humaniste), des champs (psychologie expérimentale contre médecine), des pôles de la personnalité (le comportement contre la sphère affective). Cela a eu une influence sur la discipline, tant du point de vue de la technique (l'entretien, l'examen psychologique) que du point de vue doctrinal.
L'unité de la psychologie qu'appelait de ses vœux Daniel Lagache ne peut donc être obtenue qu'en maintenant un équilibre entre des forces parfois opposées.[réf. nécessaire]

## Méthodes
Deux méthodes, non exclusives, peuvent être utilisées : l'entretien clinique et l'examen psychologique avec les tests (projectifs et de niveau).
La méthode clinique à part l'entretien clinique et examen psychologique, nous parlons de méthode clinique.
En médecine "clinique" designe : qui concerne l'enseignement de l'art médical donné auprès du lit du malade ; ce qui peut être effectué par le médecin au lit du malade, sans le secours d'appareils ou des méthodes de laboratoire.
La méthode clinique guide une activité pratique visant à la connaissance et à la nomination de certains états, aptitudes, comportements, dans le but de proposer une thérapeutique, la méthode clinique vise donc à créer une situation de rencontre, avec un degré faible de contrainte, en vue d'un recueil d'informations qu'elle souhaite le plus large et moins artificiel possible en donnant au sujet des possibilités d'expression. Sa spécificité repose sur son refus d'isoler ces informations et sa tentative de les regrouper en les remplaçant dans la dynamique individuelle.7
Observation clinique apprendre à regarder et à écouter est la tâche première de tout enseignement de psychologie clinique. Le mot observation affirme l'idée d'extérioriser ; il vient du latin "ob" (en face, à l'encontre) et "servare" (regarder, protéger, conserver) et possède plusieurs sens : se conformer à, respecter ure loi, remarquer, porter attention, et procédé logique à l'aide duquel on constate toutes les particularités d'un phénomène sans le troubler par l'expérimentation.
Le processus d'observer requiert :
1. Un acte d'attention : qui élargit ou focalise la perception sur certains objets ou aspects de ces objets.
2. Un acte"intelligent", "cognitif": dans le champ perceptif qui s'offre à lui, l'observateur selectionne un petit nombre d'informations pertinentes.

L'observation clinique en quoi consiste elle ? L'observation est définie comme l'action de considérer avec une attention soutenue la nature, l'homme, la société, afin de les mieux connaître. Elle vise à faire l'inventaire du réel, mais elle ne doit relever que ce qui lui paraît pertinent et significatif.

### L'originalité de l'observation en psychologie clinique
En psychologie clinique, le terme observation est ambigu puisqu'il désigné à la fois l'activité d'identification, de description des comportements et la présentation rapide d'un cas: une observation de malade est une étude singulière à laquelle on ne donne pas le terme d'études de cas clinique, souvent nécessaire. Il existe des  situations dans lesquelles l'entretien est impossible : petite enfance, ou  pathologie comme autisme, la catatonie, voire l'aphasie... mais le recours à l'observation est aussi essentiel pour compléter d'autres informations : le comportement du sujet, ses attitudes dans la rencontre, fournissent des éléments révélateurs ou posent des  nouvelles questions.

### L'étude de cas comme méthode
la méthode étude de "cas" est une démarche scientifique qui a une longue histoire dans la recherche en sciences sociales et humaines. Elle connaît aujourd'hui, à l'instar d'autres méthodes qualitatives, un regain (accroissement) particulier d'intérêt. Selon sturman, l'étude de cas est un terme générique pour désigner une recherche portant sur un individu, un groupe où un phénomène. L.B. Christiensen considère l'étude de cas comme une description ou analyse d'un individu, une organisation ou d'un événement basé sur les données obtenues à partir d'une variété des sources telles qu'interview, les tests. J.W. cresswelle précise que l'étude de cas est une exploration d'un système circonscrit ou d'un cas à travers le temps par la récolte détaillée et profonde de données impliquant plusieurs sources d'information riches en contexte.

### La recherche en psychologie clinique
La psychologie se trouve actuellement au carrefour des sciences idiographiques et nomothémique. Par idiographique on attend les sciences qui décrivent un phénomène donné et s'efforcent de le mesurer. Par exemple une étude descriptive de cas Individuel par nomothémique, on attend des sciences qui établissent des lois. Dans le domaine de la psychopathologie, établir des lois nécessite l'étude d'un grand nombre d'individus avec des mesures standardisées, de façon à mettre en évidence de relations qui se répètent entre différents types de variables.
Aujourd'hui, les questions et les Formats reflètent multiples courants et portent sur l'éducation, la santé, la société, le monde du travail. Les thématiques de recherche et problématiques abordées sont extrêmement diverses et hétérogènes, c'est le corpus de méthodes dont disposent les chercheurs et psychologues qui fait l'unité de la discipline psychologique. La psychologie clinique est une pratique dont les rapports la recherche et avec les constructions théoriques sont particuliers, tant du point de vue historique qu'épistémologique.

### La recherche "en" clinique
Ce modèle correspond aux souhaits de validation des hypothèses formuler par K. Popper (principe de réfutabilité) et vise à constituer la théorie à partir de la validation empirique d'hypothèses issues du matériel clinique ou des conceptions théoriques. Seuls les travaux de recherche systématique correspondant à des procédures rigoureuse de recueil, traitement et vérification peuvent être considérés comme une démarche comparable à celle des sciences de la vie.
La planification exclut l'absence d'élaboration de la stratégie de recherche ou la reprise spontanée d'un matériel rétrospectif non standardisé. Elle suppose des objectifs définis, et une stratégie hiérarchisée dans le temps et les opérations. Ces principes sont : 1. Satisfaire aux conditions de validité et réfutabilité, 2. Apporter des informations nouvelles à la communauté scientifique, 3. Fournir des interprétations tenant compte des résultats antérieurs dans un cadre théorique permettant l'examen de leur validité.

## Formation des psychologues cliniciens

### France
En 1949, Daniel Lagache, dont l'objectif était de « séparer à l'université l'enseignement de la psychologie de la philosophie » intègre la psychanalyse à la psychologie dans le cadre d'un programme de psychologie clinique, et ce dans le but de « favoriser l'accès des non-médecins à la psychanalyse ». En 1968, une action menée par Juliette Favez-Boutonier, Jacques Gagey et Pierre Fédida, développée ensuite par Didier Anzieu à Nanterre, débouche sur deux diplômes nationaux que délivrent les principales U.F.R. de psychologie : le D.E.S.S. pour exercer la profession de psychologue clinicien, et le D.E.A. préliminaire à la thèse de doctorat.
Les psychologues cliniciens sont donc formés à l'Université et sont titulaires d'un Master 2 ou d'un D.E.S.S. de psychologie clinique et psychopathologie. C’est en 1971 à l’Université Paris VII que fut reconnu pour la première fois un diplôme de psychologue clinicien par les ministères de l’enseignement et de la santé.

## Citations
Sigmund Freud a dit en janvier 1899 dans une lettre : « Les relations avec le conflit, avec la vie, voilà ce que j'aimerai appeler psychologie clinique. »
Anzieu, en 1983, parle de la psychologie clinique de la manière suivante : « Elle est une psychologie individuelle et sociale, normale et pathologique ; elle concerne le nouveau-né, l'enfant, l'adolescent, l'homme mûr et enfin le mourant. Le psychologue clinicien remplit 3 grandes fonctions : de diagnostic, de formation, d'expert, apportant le point de vue du psychologue auprès d'autres spécialistes. Le psychologue clinicien reçoit une formation de base nécessaire mais non suffisante pour devenir éventuellement psychothérapeute, à charge pour lui d'acquérir ailleurs la solide expérience psychanalytique requise, personnelle et technique ».
D. Lagache définit l'objet de la clinique comme « l'étude de la conduite humaine individuelle et de ses conditions (hérédité, maturation, conditions psychologiques et pathologiques, histoire de la vie) en un mot l'étude de la personne totale en situation". (D. Lagache) Elle utilise comme technique l'entretien et l'examen psychologique avec les tests.

### Revue
- Olivier Douville (directeur de publication et rédacteur en chef), Psychologie clinique (revue), EDP Sciences (1re éd. 2009) (ISSN 1145-1882, présentation en ligne, lire en ligne)2 numéros par an